# Потопахино
Потопахино — деревня в Обоянском районе Курской области России. Входит в состав Котельниковского сельсовета.

## География
Деревня находится на юге Курской области, в пределах южной части Среднерусской возвышенности, в лесостепной зоне, на правом (восточном) берегу реки Полной, при автодороге 38Н-487, на расстоянии примерно 13 километров (по прямой) к северо-северо-востоку от города Обояни, административного центра района. Абсолютная высота — 206 метров над уровнем моря.
Выше по течению реки на том же берегу реки расположено село Полукотельниково; на противоположном берегу - Котельниково.

### Климат
Климат характеризуется как умеренно континентальный, с тёплым летом и умеренно холодной зимой. Среднегодовая температура воздуха — 5,5 °С. Средняя температура воздуха самого тёплого месяца (июля) — 17,8 °C (абсолютный максимум — 37 °С); самого холодного (января) — −8,4 °C (абсолютный минимум — −38 °С). Безморозный период длится около 150 дней в году. Среднегодовое количество атмосферных осадков составляет 533 мм, из которых большая часть выпадает в тёплый период.

### Часовой пояс
Деревня Потопахино, как и вся Курская область, находится в часовой зоне МСК (московское время). Смещение применяемого времени относительно UTC составляет +3:00.

## История
- В 1937[6]-1941 годах, перед ВОВ, в селе Потопахино, располагавшемся на восточном берегу реки Полная и на её правом притоке, были 124 двора и три ветряные мельницы.[6]

## Население
| 2002 | 2010 |
| ---- | ---- |
| 278  | ↘222 |

### Половой состав
По данным Всероссийской переписи населения 2010 года в половой структуре населения мужчины составляли 49,1 %, женщины — соответственно 50,9 %.

### Национальный состав
Согласно результатам переписи 2002 года, в национальной структуре населения русские составляли 91 %.